# Motoserra

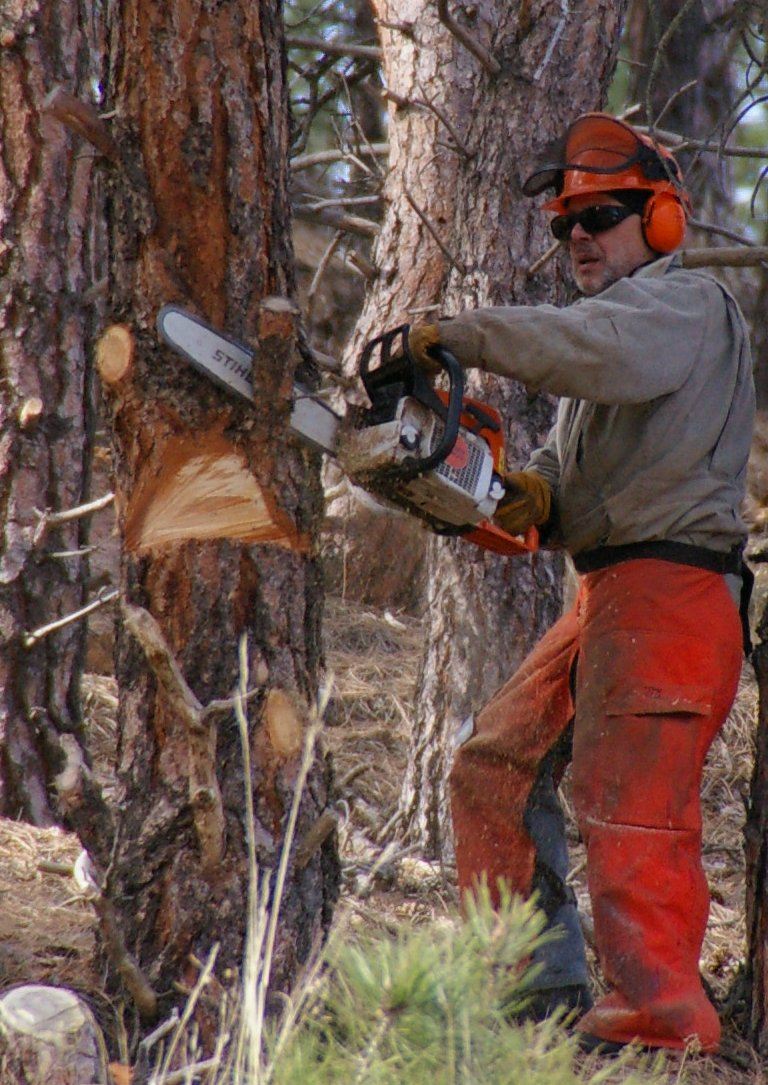
Home amb una motoserra.

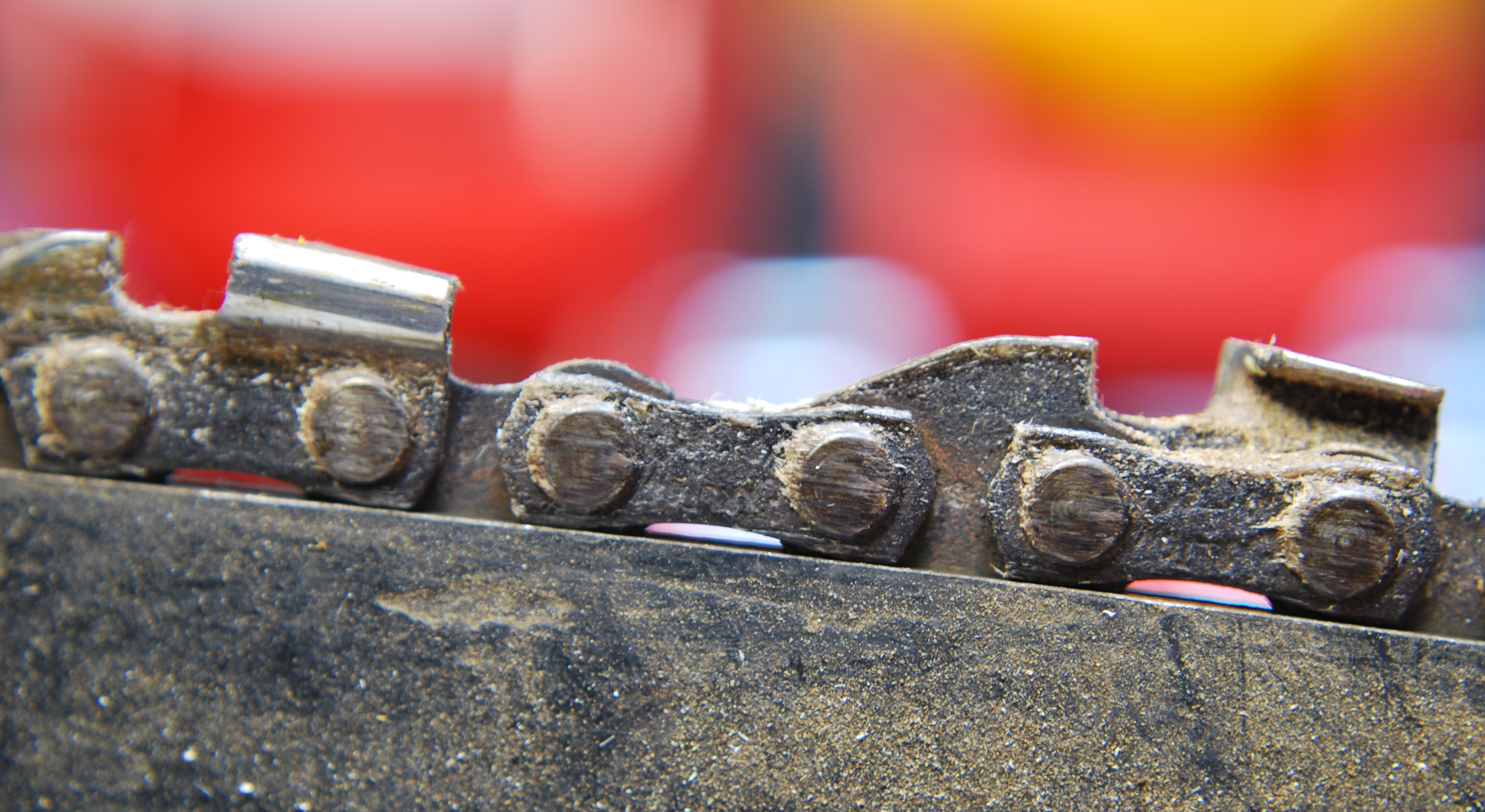
Detall de la cadena

La motoserra, serra elèctrica, serra mecànica o serra de cadena és un aparell per serrar format per un conjunt de dents de serra units a una cadena. Pot funcionar amb un potent motor elèctric o de benzina que gira a alta velocitat. Se sol usar per a tallar de través arbres, troncs o taulons de fusta o partir pel mig qualsevol material dur i de forma dreta.

## Història

### En cirurgia
L'origen de les motoserres en cirurgia no és clar del tot. A finals del segle XVIII (1783–1785) dos metges escocesos, John Aitken i James Jeffray, van inventar una "serre flexible", que consisteix en una cadena d'enllaços dentats fina subjectada entre dues nanses de fusta, per a la simfisiotomia i l'excisió d'os malalt, respectivament. Es va il·lustrar a la segona edició Principles of Midwifery, or Puerperal Medicine (1785) en el context d'una pelviotomia. El 1806, Jeffray va publicar Cases of the Excision of Carious Joints, que recopilava un article publicat anteriorment per H. Park el 1782 i una traducció d'un article de 1803 del metge francès P. F. Moreau, amb observacions addicionals de Park i Jeffray. En ell, Jeffray va informar d'haver concebut la idea d'una serra "amb articulacions com la cadena d'un rellotge" de manera independent molt poc després de la publicació original de Park el 1782, però que no va poder produir-la fins al 1790, després del qual es va utilitzar en el laboratori d'anatomia i ocasionalment prestat a cirurgians. Park i Moreau van descriure l'excisió exitosa de les articulacions malaltes, especialment del genoll i el colze, i Jeffray va explicar que la serra de cadena permetria una ferida més petita i protegiria els músculs, nervis i venes adjacents. Tot i que la simfisiotomia va tenir massa complicacions per a la majoria dels obstetres, les idees de Jeffray sobre l'excisió dels extrems dels ossos van ser més acceptades, sobretot després de l'adopció generalitzada dels anestèsics. Durant gran part del segle XIX, la serra de cadena va ser un instrument quirúrgic útil, però va ser substituïda el 1894 per la serra de filferro trenat Gigli, que era substancialment més barata de fabricar i donava un tall més ràpid, més estret, sense risc de trencar-se i quedar atrapat a l'os.

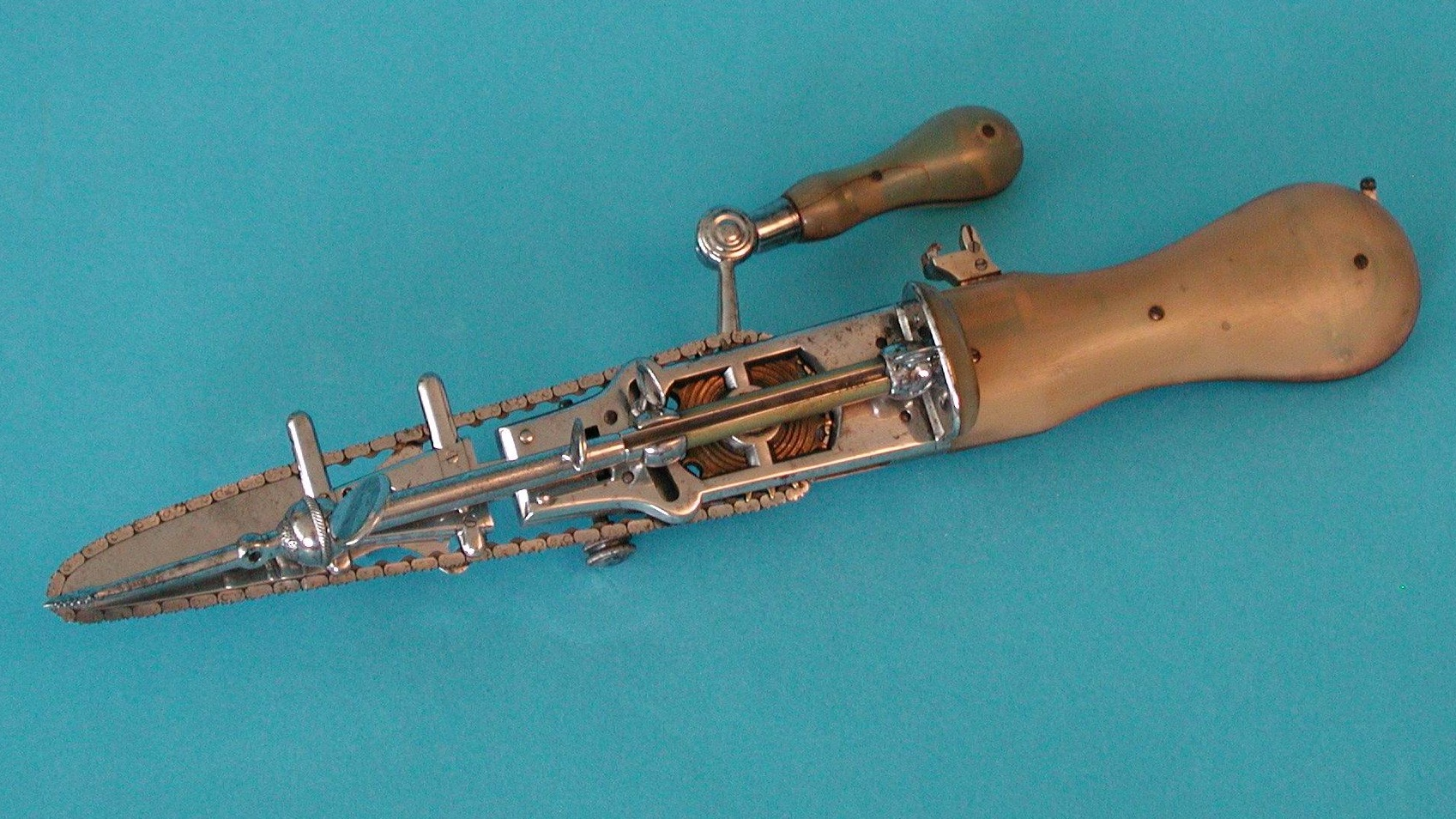
Osteòtom històric, una motoserra d'os mèdica

Un precursor de la motoserra coneguda avui en dia a la indústria de la fusta va ser un altre instrument mèdic desenvolupat al voltant de 1830, per l'ortopedista alemany Bernhard Heine. Aquest instrument, l'osteòtom, tenia enllaços d'una cadena que portaven petites dents tallants amb les vores inclinades; la cadena es movia al voltant d'una fulla guia fent girar el mànec d'una roda dentada. Com el seu nom indica, s'utilitzava per tallar os.

### Per tallar fusta
Una de les primeres patents d'una "serra de cadena sense fi" que comprenia una cadena d'enllaços que portaven dents de serra va ser concedida a Frederick L. Magaw de Flatlands, Nova York el 1883, aparentment amb el propòsit de produir taulers estirant la cadena entre tambors acanalats. Una patent posterior que incorporava un marc de guia va ser concedida a Samuel J. Bens de San Francisco el 17 de gener de 1905, la seva intenció era talar sequoies gegants. La primera motoserra portàtil va ser desenvolupada i patentada el 1918 pel moliner canadenc James Shand.

#### Escultura en fusta
A més dels talls rectes de troncs i branques en estat natural, i de llistons i taulons (de fusta semielaborada) una motoserra pot emprar-se per a fer talls més delicats. En certs casos, aquesta darrera possibilitat ha estat dedicada a la realització d'escultures.

## Composició

### Motor
Els motors de motoserres són tradicionalment un motor de combustió interna de gasolina (gasolina) de dos temps (generalment amb un volum de cilindre de 30 a 120 cm3) o un motor elèctric accionat per una bateria o cable d'alimentació elèctrica. En una motoserra de gasolina, el combustible es subministra generalment al motor mitjançant un carburador a l'admissió.
Per permetre l'ús en qualsevol orientació, les motoserres de gas modernes utilitzen un carburador de diafragma, que extreu combustible del dipòsit mitjançant el diferencial de pressió alternant dins del càrter. Els primers motors utilitzaven carburadors amb cambres de flotació alimentades per gravetat, la qual cosa feia que el motor s'aturava quan s'inclinava. És possible que s'hagi d'ajustar el carburador per mantenir una velocitat de ralentí adequada i una relació aire-combustible, com ara quan es mou a una altitud més alta/baixa o quan el filtre d'aire s'obstrueix. Els carburadors són ajustats per l'operador o, en algunes serres, automàticament per una unitat de control electrònic.
Per evitar lesions induïdes per vibracions i reduir la fatiga de l'usuari, les serres tenen generalment un sistema antivibració per desacoblar físicament les nanses del motor i la barra. Això s'aconsegueix construint la serra en dues peces, connectades per molles o goma de la mateixa manera que una suspensió d'automòbil aïlla el xassís de les rodes i la carretera. Quan fa fred, es pot produir gel del carburador, de manera que moltes serres tenen una ventilació entre els cilindres i el carburador que es pot obrir per deixar passar l'aire calent. La temperatura freda també pot contribuir a lesions induïdes per vibracions, i algunes serres tenen un petit alternador connectat a elements de calefacció resistius a les nanses i/o al carburador.

### Mecanisme d'accionament

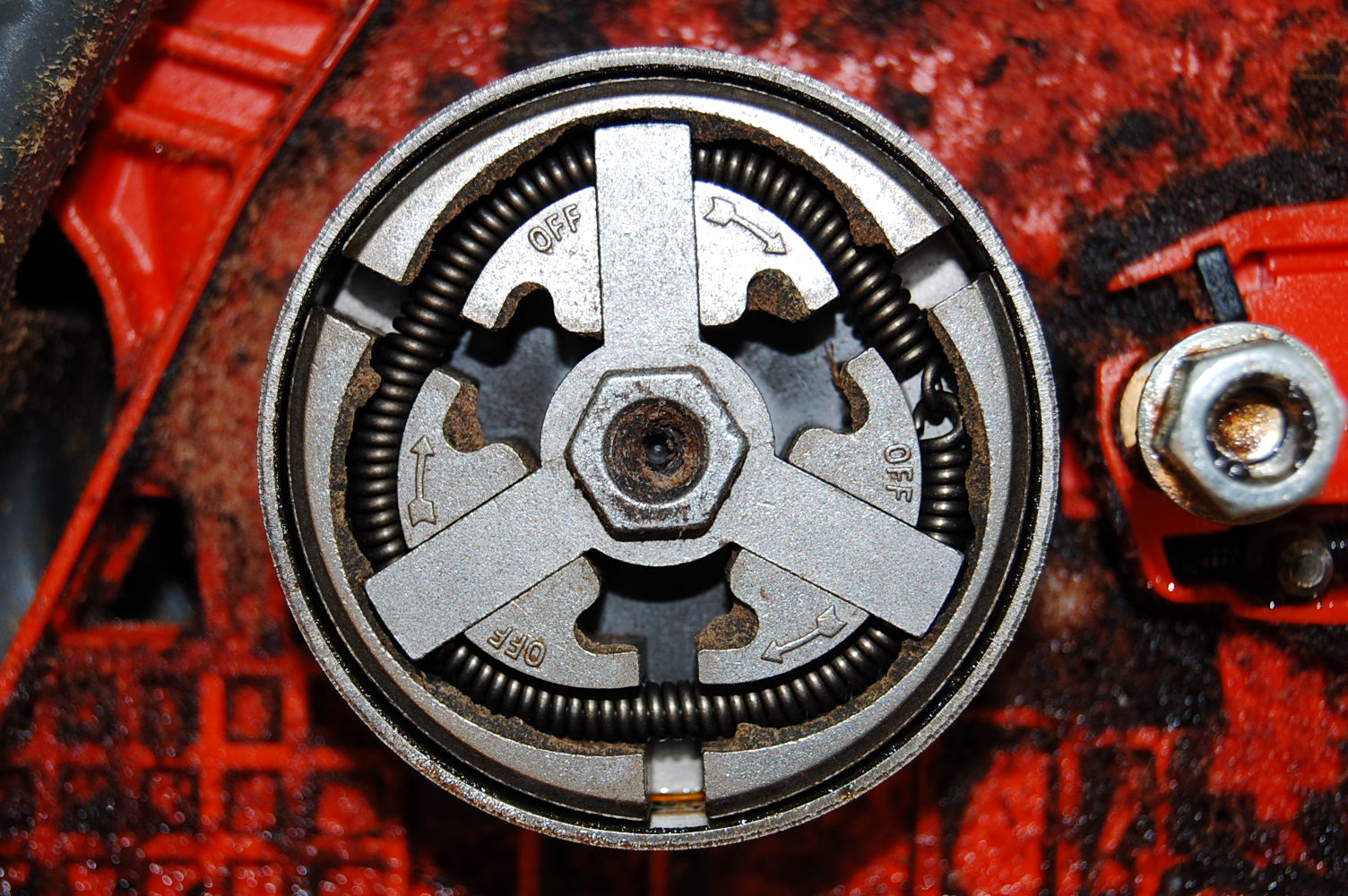
Embragatge centrífug

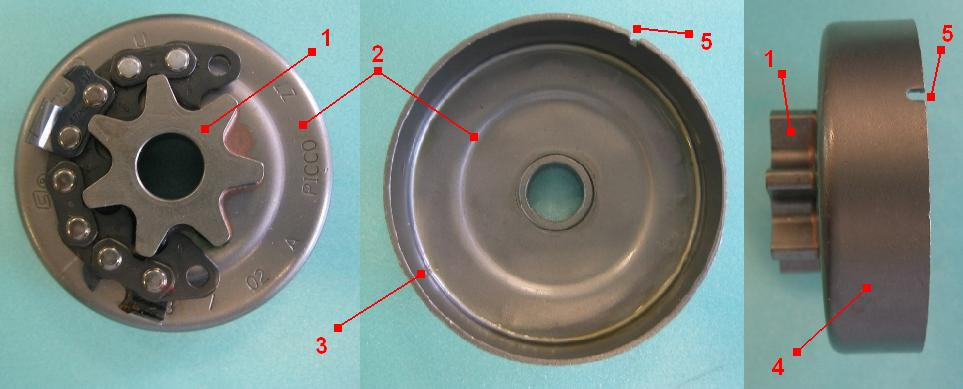
Roda dentada

Normalment, s'utilitza un embragatge centrífug i una roda dentada. L'embragatge centrífug s'expandeix amb l'augment de la velocitat, enganxant un tambor. En aquest tambor hi ha una roda dentada fixa o intercanviable. L'embragatge té tres treballs: Quan el motor funciona al ralentí (normalment 2500-2700 rpm) la cadena no es mou. Quan l'embragatge està enganxat i la cadena s'atura a la fusta per un altre motiu, protegeix el motor. El més important és que protegeix l'operador en cas de contragolpes. Aquí, el fre de cadena atura el tambor i l'embragatge s'allibera immediatament.

### Barra de guia
S'utilitza una barra de guia, normalment una barra allargada amb un extrem rodó d'acer aliat resistent al desgast que normalment fa de 40 a 90 cm de longitud. Una ranura de vora guia la cadena de tall. Les barres especialitzades d'estil de bucle, anomenades barres d'arc, també es van utilitzar en un moment per tallar troncs i netejar el raspall, tot i que ara es troben rarament a causa de l'augment dels perills d'operació.
Totes les barres de guia tenen alguns elements per al funcionament:

#### Calibre
La part inferior de la cadena passa pel calibre. Aquí, l'oli de lubricació és estirat per la cadena fins al punta. Aquest és bàsicament el gruix dels enllaços de la unitat.
- 1,6 mm
- 1,5 mm
- 1,3 mm
- 1,1 mm

#### Forats d'oli
L'extrem del capçal de potència de la serra té dos forats d'oli, un a cada costat. Aquests forats han de coincidir amb la sortida de la bomba d'oli. La bomba envia l'oli a través del forat de la part inferior del manòmetre.
Els productors de barres de serra ofereixen una gran varietat de barres que coincideixen amb diferents serres.

### Dispositius de seguretat
Les motoserres, fins i tot quan són usades amb precaució, poden ser màquines perilloses. Les motoserres actuals tenen diversos dispositius de seguretat per a protegir l’operador. Entre altres disposicions inclouen les següents:
- fre de cadena
- activador de fre de cadena en cas de retrocés violent; quan s’activa (per un retrocés violent) tensiona una cinta al voltant del tambor (actuant com a fre de cinta) i detura la cadena en mil·lisegons.
- un agafador de cadena (sovint en forma de ganxo o ham d’alumini) permet atrapar la cadena quan surt de guia i reduir la longitud d’aquesta. Quan la cadena descarrila, ()la cadena) es dispara des de sota de la serra cap a l’operador; l’agafador impedeix que la cadena colpegi l’operador i la encamina a colpejar la guarda de la maneta posterior
- la maneta posterior té una patalla de guarda
- algunes serres tenen baules de seguretat. Com les serres de micro cisells. Aquestes baules detecten quan els espais entre baules estan plens d’encenalls i aixequen la cadena, permeten una velocitat de tall més lenta. En les serres no professionals la profunditat de tall és inferior.
- (a més d'altres elements, com casc, ulleres i protectors anti-soroll) els operadors vesteixen peces amb teixits parcialment resistents als contactes accidentals de la serra.[24]

## Manteniment
Les motoserres de dos temps requereixen prop de 2-5 per cent d'oli a la benzina per a lubricar el motor, mentre que les de motor elèctric són lubrificats a vida. S'utilitza un altre tipus d'oli per a lubricar la cadena, encara que aquest oli és expulsat ràpidament de les dents per raó de la força centrífuga generada en girar la cadena, i cal tornar-n'hi a posar cada cert temps.
La manca d'oli a la cadena o usar l'oli d'incorrecta viscositat, és una font comuna de danys a les moto serres. En cas d'urgència es pot emprar oli de motor com a substitut. Les dents de la cadena s'han de mantenir ben esmolades perquè tallin bé, ja que s'osquen fàcilment quan toquen amb metall o pedres.
A les motoserres de dos temps només cal afegir-hi oli cada cop que es recarrega de combustible. El filtre d'aire sol acumular brutícia, cal netejar-lo de tant en tant amb cura.